# موتسارت در جنگل
موتسارت در جنگل یک مجموعهٔ تلویزیونی اینترنتی است که توسط پیکرو برای آمازون استودیوز در چهار فصل ده قسمتی تولید شد. قسمت آزمایشی مجموعه توسط رومن کوپولا، جیسون شوارتزمن و الکس تیمبرز نوشته شد و پال وایتز کارگردانی آن را برعهده داشت. سفارش ساخت مجموعه در مارس ۲۰۱۴ داده شد. این مجموعه به عنوان یک طنز جدی در نظر گرفته می‌شود.
داستان برگرفته از کتاب موتسارت در جنگل: سکس، مواد مخدر و موسیقی کلاسیک است. خاطرات سال ۲۰۰۵ ابوایست، بلیر تیندال. خاطراتی از زندگی شغلی حرفه‌ایش در نیویورک و اجراهای مختلف در کنسرت‌های برجسته با گروه‌های موزیک فیلارمونیک نیویورک و ارکسترهای متعدد تئاتر برادوی.
ستاره‌های مجموعه عبارتند از گائل گارسیا برنال در نقش رودریگو، شخصیتی بر اساس رهبر ارکستر، گوستاوو دودامل. برنال برای بازی در فصل سوم این سریال، جایزه گلدن گلوب بهترین بازیگر مرد را در سال ۲۰۱۶ به دست آورد. سایر بازیگران عبارتند از لولا کریک، مالکوم مک‌داول، سافرون باروز، حانا دون، پیتر وک و برنادت پیترز.
این سریال بازیگران مهمان برجسته‌ایی نیز داشت: مونیکا بلوچی در فصل سوم نقش خواننده اپرا را بازی کرد و در فصل چهارم، کارولین شاو، آهنگساز معاصر برنده جایزه پولیتزر، ظاهر شد (و شخصیت‌ها یکی از ساخته‌های واقعی او را اجرا می‌کنند). آهنگساز پائولا پرستینی نیز در فصل چهار، یکی از آهنگ‌های خودش را می‌نوازد.
فصل اول برای اولین بار به‌طور کامل در تاریخ ۲۳ دسامبر ۲۰۱۴ منتشر شد. در ۱۸ فوریه ۲۰۱۵، تمدید مجموعه برای فصل دوم توسط آمازون اعلام شد. تمامی قسمت‌های فصل دوم در ۳۰ دسامبر ۲۰۱۵ به صورت آنلاین در دسترس قرار گرفتند. در ۹ فوریه ۲۰۱۶، تمدید مجموعه برای فصل سوم اعلام شد.
در فصل‌های سوم و چهارم سریال موضوع آهنگسازان و رهبران ارکستر زن در دنیای موسیقی کلاسیک که کمتر به نمایش درآمده یا نادیده گرفته شده‌اند، به کانون اصلی نمایش تبدیل شده است. آهنگسازان زن تاریخی که در این نمایش حضور دارند عبارتند از: ویتسسلوا کاپرالووا، ایزابلا لئوناردا، نانرل موتسارت و فانی مندلسون.

## قسمت‌ها
| فصل | قسمت‌ها | پخش اصلی       | پخش اصلی       |
| --- | ------ | -------------- | -------------- |
| فصل | قسمت‌ها | اولین پخش      | آخرین پخش      |
| ۱   | ۱۰     | ۶ فوریه ۲۰۱۴   | ۲۳ دسامبر ۲۰۱۴ |
| ۲   | ۱۰     | ۳۰ دسامبر ۲۰۱۵ | ۳۰ دسامبر ۲۰۱۵ |
| ۳   | ۱۰     | ۹ دسامبر ۲۰۱۶  | ۹ دسامبر ۲۰۱۶  |
| ۴   | ۱۰     | ۱۶ فوریه ۲۰۱۸  | ۱۶ فوریه ۲۰۱۸  |

## بازخورد
فصل اول مجموعه، نقدهای مثبتی از سوی منتقدان دریافت کرد. نقد کلی راتن تومیتوز، نمرهٔ 'رسیده' ۹۵٪ بر اساس ۲۰ نقدی که از مجموعه شده‌است را داد.

### جوایز
| سال  | جایزه            | دسته                                                                       | دریافت‌کننده       | نتیجه |
| ---- | ---------------- | -------------------------------------------------------------------------- | ----------------- | ----- |
| ۲۰۱۵ | جوایز بنیاد تصور | بهترین بازیگر مرد - تلویزیون                                               | گائل گارسیا برنال | برنده |
| ۲۰۱۶ | جایزه گلدن گلوب  | جایزه گلدن گلوب بهترین مجموعه تلویزیونی – کمدی یا موزیکال                  | موتزارت در جنگل   | برنده |
| ۲۰۱۶ | جایزه گلدن گلوب  | جایزه گلدن گلوب بهترین بازیگر مرد در یک مجموعهٔ تلویزیونی – کمدی یا موزیکال | گائل گارسیا برنال | برنده |
| ۲۰۱۷ | جوایز امی        | میکس صدای برجسته برای سریال کمدی یا درام (نیم ساعته)                       | موتزارت در جنگل   | برنده |